# Gernot Schedlberger
Gernot Schedlberger (* 30. Juli 1976 in Steyr, Oberösterreich) ist ein österreichischer Komponist, Korrepetitor, Musiker und Universitätslehrer.

## Leben
Gernot Schedlberger erhielt ab seinem vierten Lebensjahr Violin- und Klavierunterricht am Brucknerkonservatorium Linz, studierte dort ab dem Jahr 1991 bei Gunter Waldek Musiktheorie und Komposition und schloss im Jahr 1993 ebenda „mit Auszeichnung“ ab. Im Anschluss begann er an der Universität für Musik und darstellende Kunst Wien das Studium Orchesterdirigieren bei Leopold Hager sowie Komposition bei Iván Eröd und Kurt Schwertsik. Im Jahr 1999 schloss er ebenda mit dem „2. Diplom mit Auszeichnung“ ab.
Seit 2000 arbeitet Schedlberger u. a. als Korrepetitor für Solisten- und Chorproben bei zahlreichen Veranstaltern in Wien, u. a. bei der Gesellschaft der Musikfreunde in Wien (kurz: Wiener Musikverein), im Wiener Singverein (unter Johannes Prinz), im Wiener Konzerthaus, in der Wiener Singakademie, im Chor der Wiener Staatsoper, für das Tonkünstler-Orchester Niederösterreich, beim Grafenegg Festival sowie im Wiener Kammerchor. Als Dirigent arbeitete er u. a. mit dem Beethoven Orchester Bonn, dem phace Ensemble Wien und am sirene Operntheater Wien.
Seit Oktober 2003 unterrichtet Schedlberger an der Universität für Musik und darstellende Kunst in Wien, seit September 2016 leitet er dort den Vorbereitungslehrgang für die Studienrichtungen Komposition, Musiktheorie, Dirigieren und Tonmeisterausbildung. Im Jahr 2010 gründete Schedlberger gemeinsam mit Lukas Haselböck die Konzertreihe „cercle – Konzertreihe für Neue Musik“, die seither Konzerte mit über 100 Uraufführungen österreichischer Komponisten aus den Bereichen zeitgenössische Instrumentalkomposition, elektroakustische Komposition, Medienkomposition und Performancekunst in Wien veranstaltet hat.
Gernot Schedlberger ist in Wien als ausübender Musiker (Pianist) aktiv und wirkte vielfach u. a. bei Konzerten des „ensemble xx. jahrhundert“, des Wiener Kammerorchesters sowie des Synchron Stage Vienna Orchestra mit.

## Auszeichnungen
- 1999: Würdigungspreis des Bundesministers für Wissenschaft und Verkehr[1]
- 2000: Clifton Parker Award (Dartington International Summer Festival/England)
- 2002: Förderungspreis für Musik (der Republik Österreich)
- 2002: Theodor-Körner-Preis[1]
- 2006: Slatkonia Preis (Würdigungspreis der Erzdiözese Wien)
- 2010: Österreichisches Staatsstipendium für Komposition
- 2013: Förderungspreis der Stadt Wien[1][3]
- 2013: Österreichisches Staatsstipendium für Komposition

## Werke (Auswahl)

### Ensemblemusik
- Zugabe – Quartett für Flöte, Violine, Viola und Violoncello (1995)[4]
- Trio – für drei Streicher (1995)[4]
- Just for fun – Duo für Trompete und Klavier (1995)[4]
- Reif sein ist alles – Duo für Violine und Kontrabass (1996)[4]
- Quintett – für Horn und Streichquartett (1996)[4]
- sempre sei – Sextett für zwei Violinen, Flöte, Klarinette, Viola und Violoncello (1997)[4]
- Trois Miniatures – Trio für Klarinette, Violine und Violoncello (1997)[4]
- Erstes Streichquartett/Winter Afternoons – für zwei Violine, Viola und Violoncello, op. 5 (1998/2004)[4]
- Dartington Express – Quartett für Flöte, Violine, Violoncello und Klavier, op. 6 (2000)[4]
- Zwei für Kleine – Sextett für vier Violinen, Harfe und Klavier (2002)[4]
- Moscow Sonata – Duo für Klavier und Violine, op. 10 (2003)[4]
- Area I – Duo für zwei präparierte Klaviere, op. 11 (2004)[4]
- Mirlitonnades (nach Versen Samuel Becketts) – für Stimme und kleines Ensemble, op. 16 (2006)[4]
- Mitten im Steinbruch. Acht Gedichte von Christoph Klimke – Duo für Violine und Klavier mit Solostimme Sopran, op. 22 (2008)[4]
- Introduktion, Reigen und Adagio – Trio für zwei Violinen und Violoncello (2008)[4]
- Ode: der Nacht – Quartett für zwei Violinen, Viola und Violoncello, op. 24 (2009)[4]
- lange trägst du feuer im mund lange hältst du es verborgen (Anja Utler) – Duo für Bassklarinette und Kontrafagott mit tiefer Solostimme, op. 28 (2010)[4]
- seufzerebene (aus dem Zyklus „stirnfeuer“ von Wolfgang Hermann) – Quartett für Bassklarinette, Klavier, Violine und Violoncello mit hoher Solostimme, op. 32 (2012)[4]

### Solomusik
- Schwarzrose (nach fünf eigenen Gedichten) – Solo für Klavier und hohe Stimme, op. 1a (1995/2010)[4]
- An Lina – Solo für Klavier und hohe Stimme nach Texten von Johann Wolfgang von Goethe (1995)[4]
- Always to you – für Klavier solo und hohe Stimme nach einem Gedicht von Alice Walker (1996)[4]
- Drei kleine Lieder – Solo für Klavier und Stimme nach Texten von Hugo von Hofmannsthal (1996–1997)[4]
- Funde – Sieben Lieder nach Gedichten von Rainer Maria Rilke (1997)[4]
- Intermezzo – Solo für Orgel (1998)[4]
- Meditationes (proprium ad quintam quadragesimae) – Solo für Orgel (2005)[4]
- Impromptus construits – Solo für Klavier, op. 13 (2005)[4]
- Nach Mozarts KV 66 zu spielen – Solo für Orgel (2006)[4]
- nach innen (aus dem Zyklus „konstrukteure“ von Wolfgang Hermann) – Solo für Klavier und tiefe Stimme, op. 26 (2010)[4]
- wolfsland tausendäugig (aus dem Zyklus „lichtgesetze“ von Wolfgang Hermann) – Duo für Bassklarinette und Kontrafagott mit tiefer Solostimme, op. 29 (2010)[4]
- seufzerebene (aus dem Zyklus „stirnfeuer“ von Wolfgang Hermann) – Solo für Klavier und mittlerer Solostimme, op. 32a (2012)[4]
- Zwei Impromptus construits (Nr. 12 und 13) – Solo für Klavier, op. 35 (2013–2014)[4]

### Oper/Musiktheater
- Nero's Comeback – Oper in einem Akt mit Vor- und Nachspiel, op. 7 (2001)[4]
- Die Geschichte des Picando – Oper in sieben Szenen, op. 8 (2002)[4]
- Der Heinrich aus der Hölle – Kammeroper nach einer Novelle von Leo Perutz und Texten von Kristine Tornquist, op. 23 (2009)[4]
- MarieLuise – Kammeroper in 17 Bildern, für acht Sänger, einen Schauspieler und zwölf Instrumentalisten nach Texten von Kristine Tornquist, op. 30 (2011–2012)[4]

## Aufführungen
Aufführungen von Schedlbergers Werken gab es u. a. beim Festival Wien Modern, bei der Gesellschaft der Musikfreunde in Wien  (kurz: Wiener Musikverein), im Wiener Konzerthaus, im Kings Place London, an der Oper Bonn, an der Tribüne Berlin, am Schauspielhaus Salzburg, bei den Tiroler Festspielen Erl, bei den Haydn Festspielen Eisenstadt, im Arnold Schönberg Center Wien, im Wiener Kunstverein Alte Schmiede, beim Musikfestival Steyr sowie am sirene Operntheater Wien.